# Ailwyn Fellowes (3e baron de Ramsey)
Pour les articles homonymes, voir Fellowes.
Ailwyn Edward Fellowes, 3e baron de Ramsey (16 mars 1910 - 31 mars 1993) est un pair britannique.

## Biographie
Il est le fils de Coulson Churchill Fellowes (1883-1915), fils de William Fellowes (2e baron de Ramsey). Sa mère est Gwendolène Dorothy, fille de Harry Wyndham Jefferson. Il fait ses études à Oundle School. Son père est décédé alors qu'il est en service actif pendant la Première Guerre mondiale et en mai 1925, à l'âge de 15 ans, il succède à son grand-père dans la baronnie. Il combat pendant la Seconde Guerre mondiale en tant que capitaine dans la Royal Artillery (TA), est fait prisonnier de guerre et reçoit la décoration territoriale.
En 1947, de Ramsey est nommé Lord-lieutenant du Huntingdonshire, un poste qui est rebaptisé Lord Lieutenant de Huntingdon et Peterborough en 1965. Il continue à occuper le poste jusqu'en 1968. En 1974, il est nommé KBE. Lord de Ramsey a droit à un siège à la Chambre des lords entre 1931 et 1993 et prend la parole 53 fois au cours de cette période, principalement sur les questions d'eau et de drainage. Son premier discours a lieu en août 1940 et son dernier discours en novembre 1981.

## Vie privée
Lord de Ramsey épouse Lilah Helen Suzanne, fille de Francis Anthony Labouchere, en 1937. Ils ont deux fils et deux filles. Elle est décédée en 1987. Lord de Ramsey lui survit six ans et meurt en mars 1993, à l'âge de 83 ans. Il est remplacé dans la baronnie par son fils aîné, John Fellowes (4e baron de Ramsey).